# Maria Ducia
Maria Ducia (geboren am 25. April 1875 in Innsbruck als Maria Peychär; gestorben am 15. Mai 1959 ebenda) war eine sozialdemokratische Politikerin und Mitbegründerin der Frauenbewegung in Tirol.

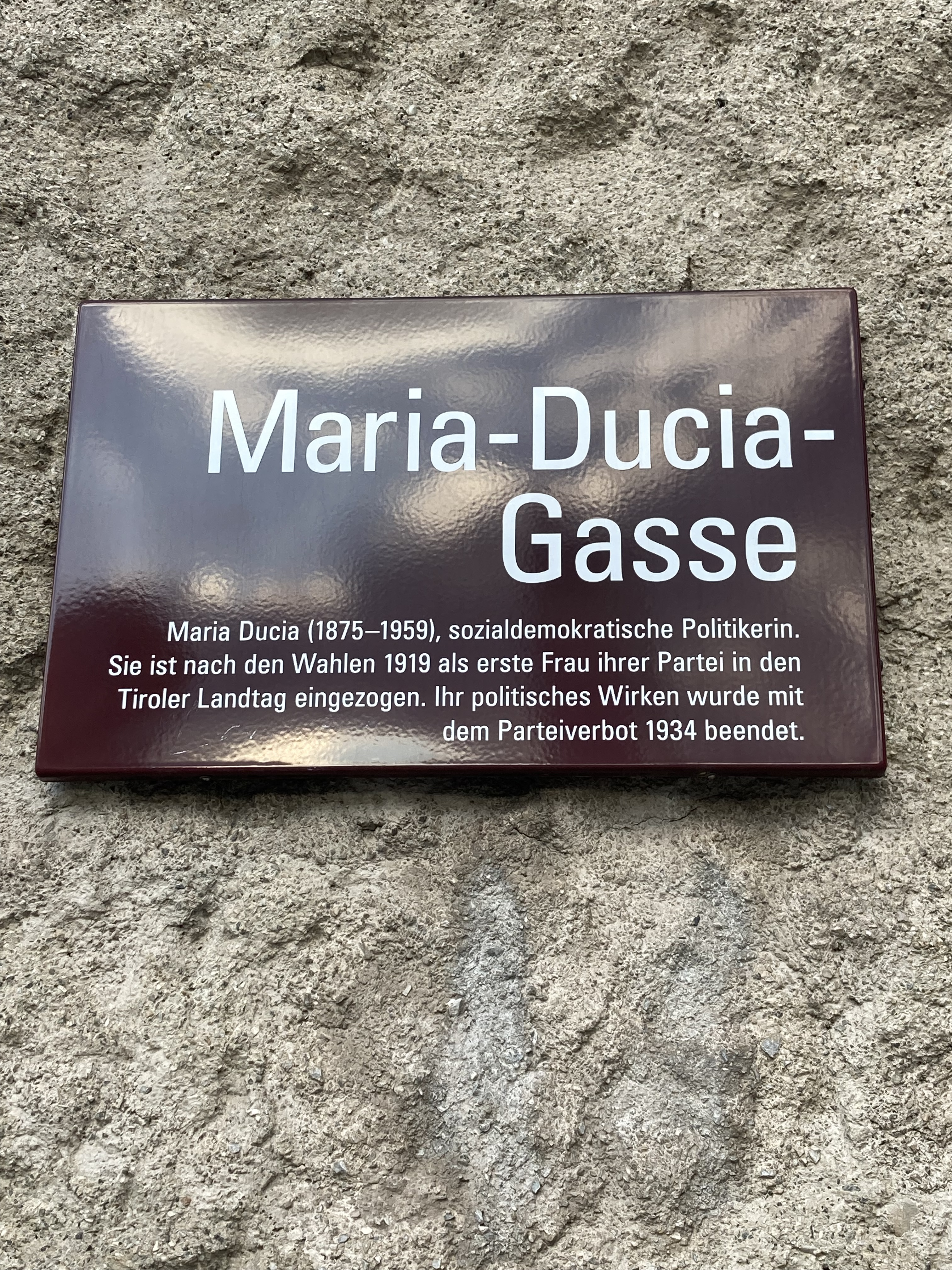
Straßenschild mit Erläuterung zur Namensgeberin

## Leben
Maria Ducia wuchs unter schwierigen Umständen als viertes von zehn Kindern der Hebamme Monika Peychär, geb. Neuner, und des Schneidermeisters Josef Peychär in Tirol auf. Mit 16 Jahren verließ sie ihre Familie und arbeitete in Südtirol, in der Schweiz und in Bayern. 1900 kehrte sie als Mutter zweier unehelicher Kinder nach Tirol zurück. Sie arbeitete nun in Lienz und heiratete dort 1903 den Lokführer Anton Ducia, mit dem sie bis 1907 vier weitere Kinder bekam.
Maria Ducia kam während ihrer Zeit in Lienz in Kontakt mit sozialistischem Gedankengut (unbestätigten Quellen nach bereits früher) und betätigte sich ab 1910 zunehmend politisch, obwohl dies Frauen zu diesem Zeitpunkt in Österreich nicht erlaubt war. Sie bereiste Tirol, um als Gründerin und spätere Vorsitzende des „Aktionskomitee der freien politischen Frauenorganisation“ das aktive und passive Frauenwahlrecht einzufordern und andere Frauen zur Mitarbeit zu bewegen.
1912 berief sie, gemeinsam mit anderen, die erste Tiroler Landesfrauenkonferenz ein. In der Organisation wurde sie Mitglied des sechsköpfigen Landesfrauenkomitees, Landesvertrauensperson und war ab 1924 die Tiroler Vertreterin im sozialdemokratischen Frauenkomitee Österreichs.
Sie war die erste sozialdemokratische Abgeordnete im Tiroler Landtag; von 1919 bis 1934 war sie, mit einer Pause zwischen 1926 und 1930, dort tätig. Sie übernahm  parteiinterne Aufgaben; als Sekretärin des sozialdemokratischen Landtagsklubs und spätestens 1933 auch als Mitglied des Tiroler Parteivorstandes, bevor 1934 ihre Partei (SDAP) unter Dollfuß nach dem Österreichischen Bürgerkrieg verboten wurde und ihre politische Arbeit endete.
Ihr Thema war zeitlebens die Ungerechtigkeit in der Gesellschaft; so bekämpfte sie Gesetze, die Frauen diskriminierten, jedoch kritisierte sie ebenfalls das kapitalistische System und die gesellschaftlichen Vorteile der oberen Schichten. Zudem setzte sie sich für eine Erweiterung der Sozialfürsorge ein. Ducia war bekannt für ihre leidenschaftlichen, schlagfertigen und intelligenten Reden.
Bildung hielt sie für entscheidend; so sorgte sie trotz des stets knappen Geldes dafür, dass alle ihre Kinder das schulgeldpflichtige Gymnasium besuchten (wenn auch nicht bis zur Matura) und dass alle Kinder, auch die Mädchen, eine Berufsausbildung erhielten.
Sie starb 1959 in Innsbruck und wurde auf dem Pradler Friedhof beigesetzt.

## Ehrungen
- Zwischen 2008 und 2013 wurde an der Universität Innsbruck der Maria-Ducia-Preis für Abschlussarbeiten aus dem Bereich der Frauen- und Geschlechterforschung verliehen. 2017 wurde die Ausschreibung des Preises wieder aufgenommen.[5]
- Seit 2011 trägt die Maria-Ducia-Gasse westlich des Landhauses 2 in Innsbruck ihren Namen.[6]